# ديودورو دا فونسيكا
المارشال ديودورو دا فونسيكا الرئيس الأول لجمهورية البرازيل. انتخب رئيسا من قبل مجلس الشيوخ البرازيلي وحاز على 129 صوتا من اصل 232 صوتا، ليعلن بعد ذلك كاول رئيس للجمهورية البرازيلية الناشئة بعد الانقلاب على الإمبراطور الدوم بيدرو الثاني. وقبل ذلك شغل منصب رئيس الحكومة المؤقتة الذي دعا إلى تشكيل المجلس التاسيسي وكتابة دستور جديد للبلاد
بسبب المشاكل مع نائبه فلوريانو بيكسوتو فقد تعرقلت سياساته في الكونغرس كثيرا. واستمرت الازمة حتى توتر الراي العام، ووصلت الازمة ذروتها حينما حل فونيسكا المؤتمر الوطني واعلن حالة الطوارئ، وذلك في 3 نوفمبر 1891. وترافق ذلك مع وجود دعم عسكري من قبل قادة البحرية البرازيلية للمعارضين لقرارات الرئيس وبالاخص قرار حل المؤتمر. ليضطر الرئيس إلى تقديم استقالته يوم 23 نوفمبر 1891 لإنقاذ البلاد من حرب أهلية.
توفي ديودورو دا فونسيكا في ريو دي جانيرو في 23 أغسطس 1892.

## معرض صور

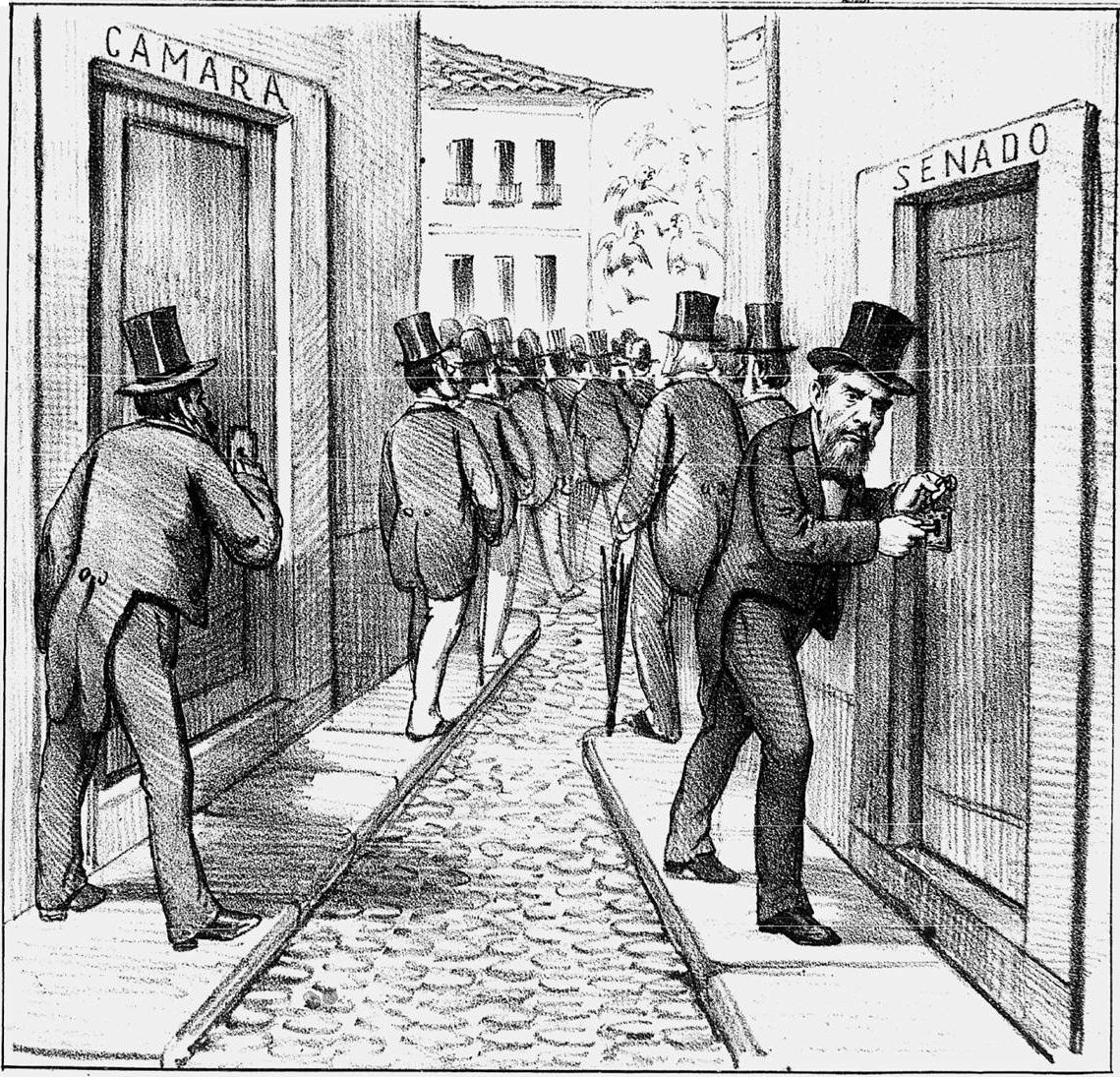
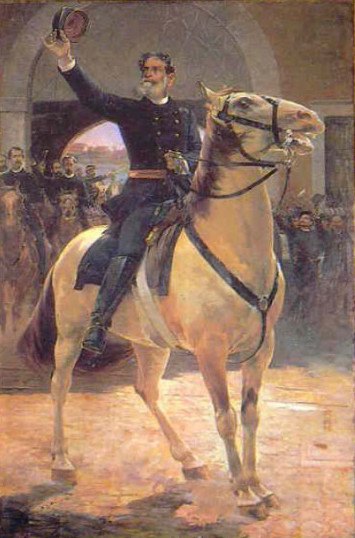
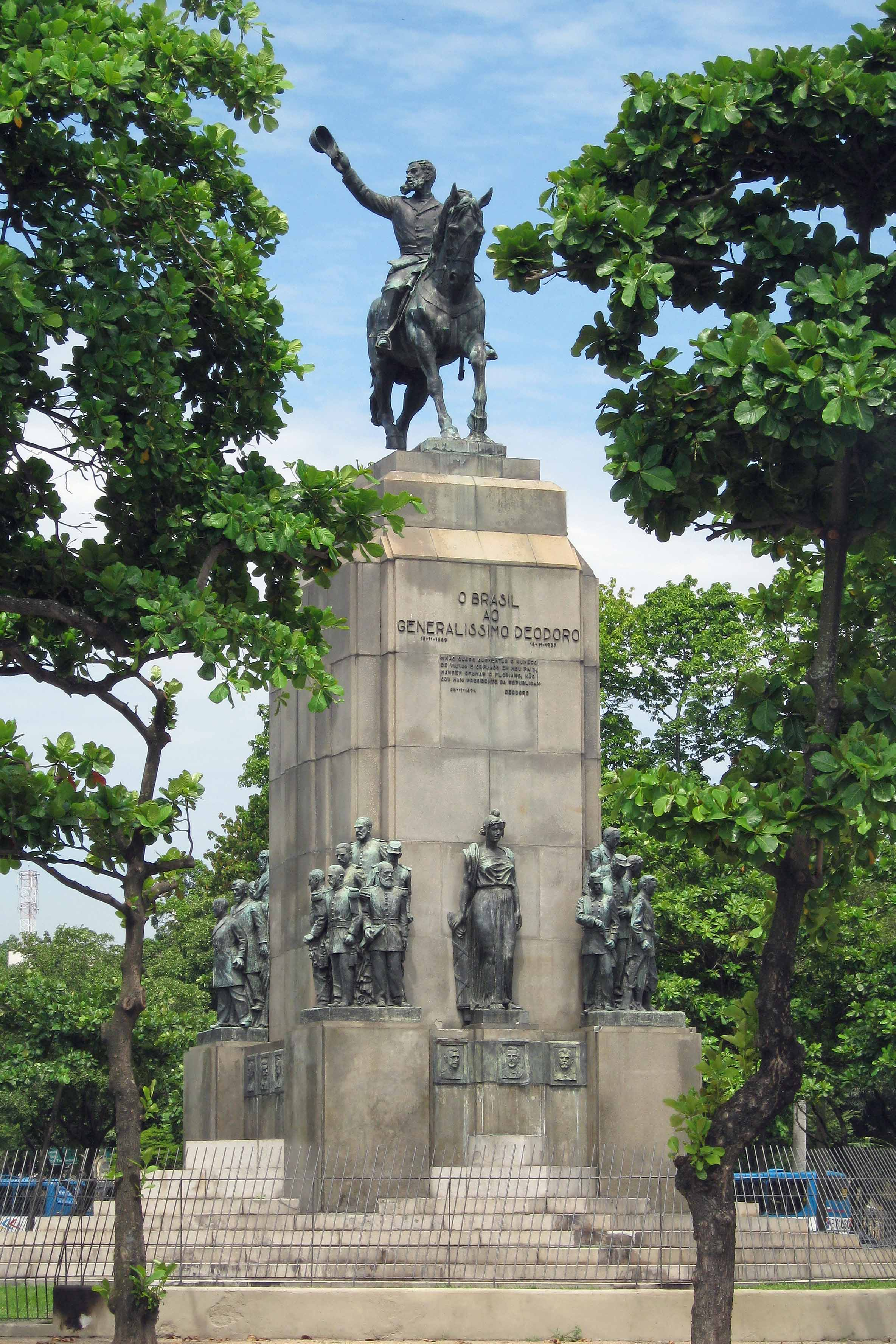